# Нить накала

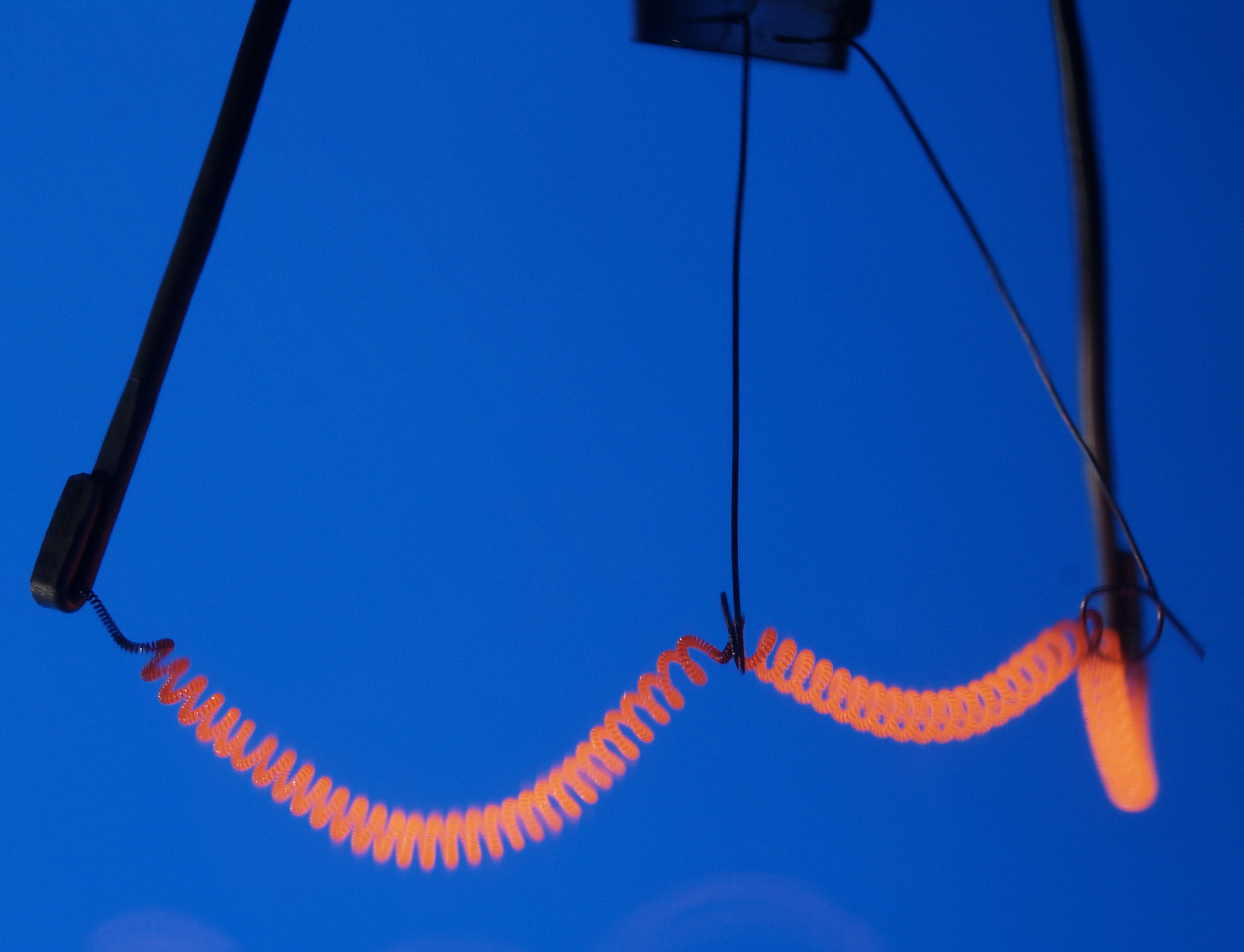
Спиралевидная металлическая нить накала лампы накаливания

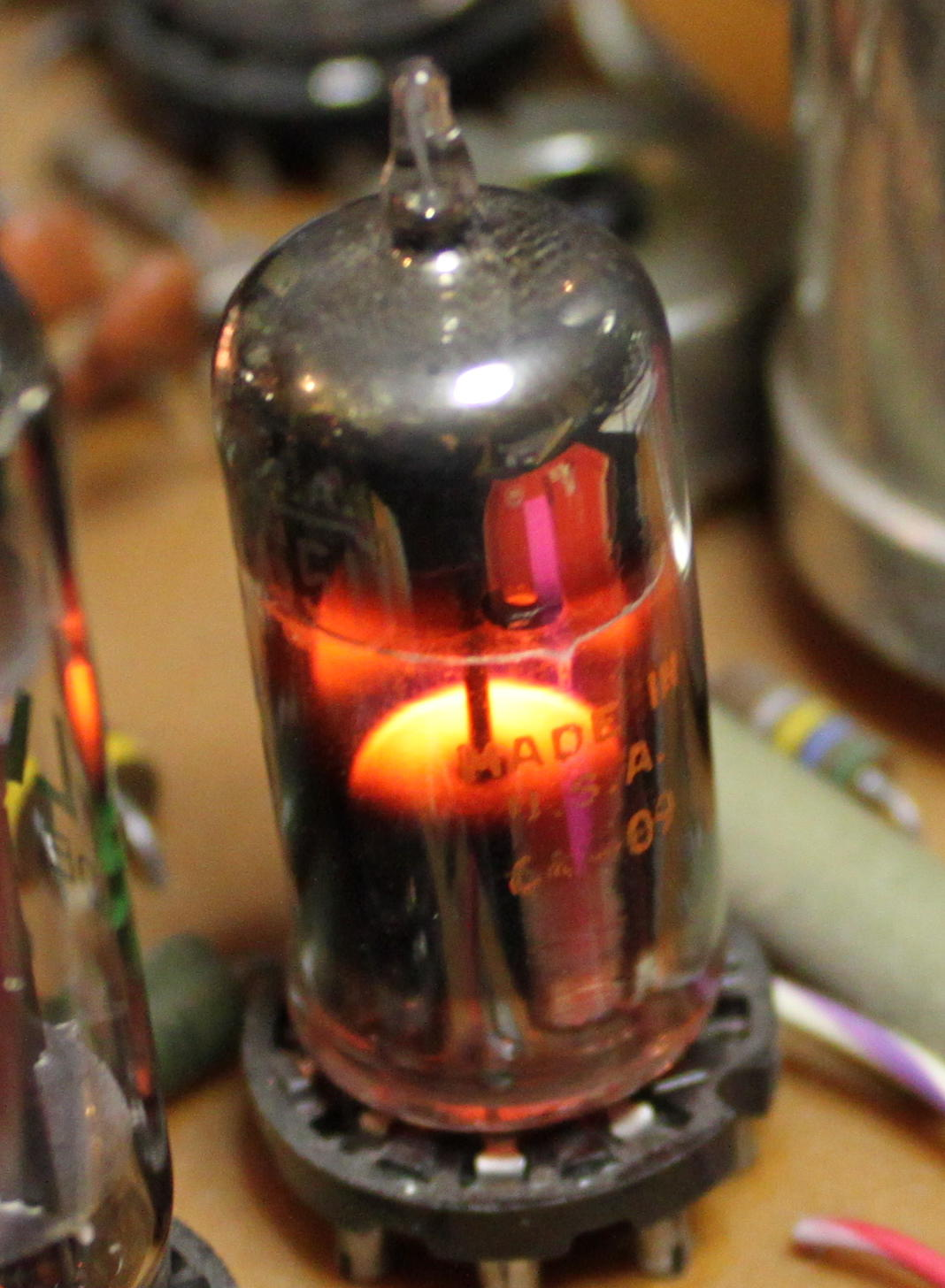
Радиолампа

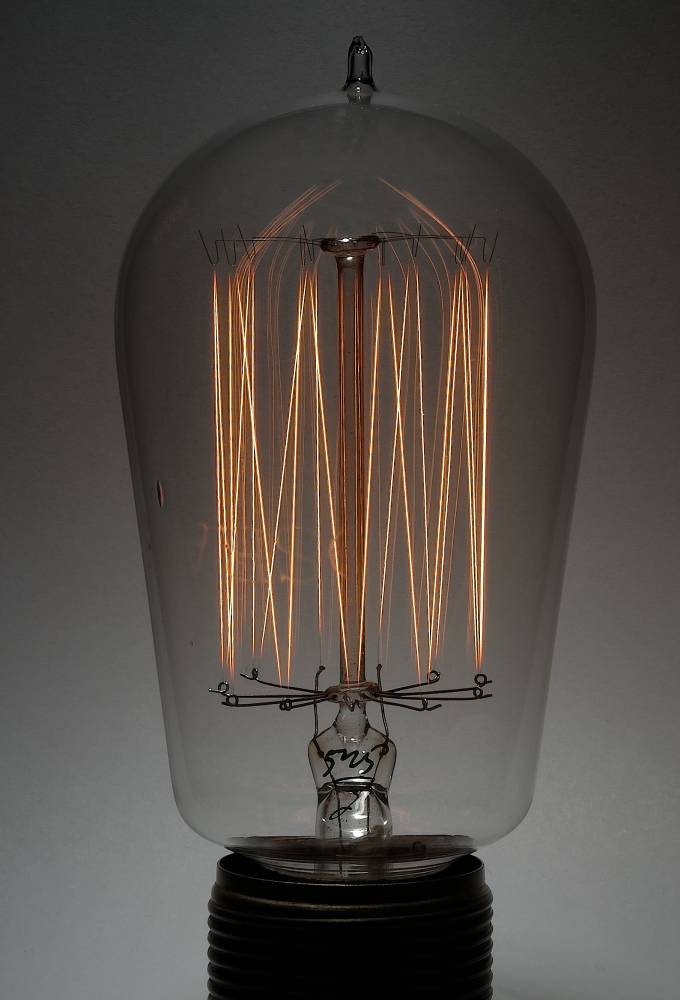
Нити накала из углеродного волокна у декоративной лампы накаливания

Нить накала — закрученная нить из тугоплавкого материала (вольфрама или вольфрамовых сплавов), которая благодаря своему сопротивлению превращает электрический ток в свет и тепло (тепловое действие тока). Используется в электрических лампочках.
Нить накала в вакуумных электронных приборах используется для подогрева катода, с целью получения термоэлектронной эмиссии электронов с катода, а в некоторых случаях сама является катодом прямого накала (например, в вакуумно-люминесцентных индикаторах).